# جورج بارتون (لاعب رماية)
جورج بارتون (بالإنجليزية: George Barton) هو لاعب رماية أسترالي، ولد في 6 سبتمبر 1977 في تامورث في أستراليا.

## وصلات خارجية
- جورج بارتون على موقع أوليمبيديا (الإنجليزية)
- جورج بارتون على موقع اللجنة الأولمبية الأسترالية (الإنجليزية)
- جورج بارتون على موقع اتحاد ألعاب الكومنولث (مؤرشف) (الإنجليزية)
- جورج بارتون على موقع اتحاد ألعاب الكومنولث (مؤرشف) (الإنجليزية)
- جورج بارتون على موقع دورة ألعاب الكومنولث 2006 (مؤرشف) (الإنجليزية)